# Sacramento Surge
I Sacramento Surge sono stati una squadra di football americano, di Sacramento, negli Stati Uniti d'America.

## Storia
La squadra è stata fondata nel 1991 e ha chiuso al termine della stagione successiva; ha vinto un World Bowl.

## Palmarès
- 1 World Bowl (1992)